# Junonia hierta
Junonia hierta je druh motýla z čeledi babočkovití vyskytujícího se na celém africkém kontinentu včetně Arabského poloostrova, na Madagaskaru a Seychelách. Obývá také oblast jižní a jihovýchodní Asie až po Čínu. Obývá otevřená křovinná a travnatá stanoviště.

## Popis
Samčí křídla jsou jasně žlutá, rozpětí se pohybuje v rozmezí 35–45 mm. Přední polovina a koncový okraj zadního křídla jsou zbarveny do černa, zatímco hřbet je stínovaný hnědou barvou. V přední černé oblasti křídel je velká zářivě modrofialová skvrna. Řasinky vyskytující se jak na předních tak i na zadních křídlech jsou bílé střídavé s hnědými. Spodní strana předních křídel je světle žlutá. Hlava, hruď a břicho jsou tmavě hnědočerné. Zbarvení u samičky je podobné, jen je mírně matnější.

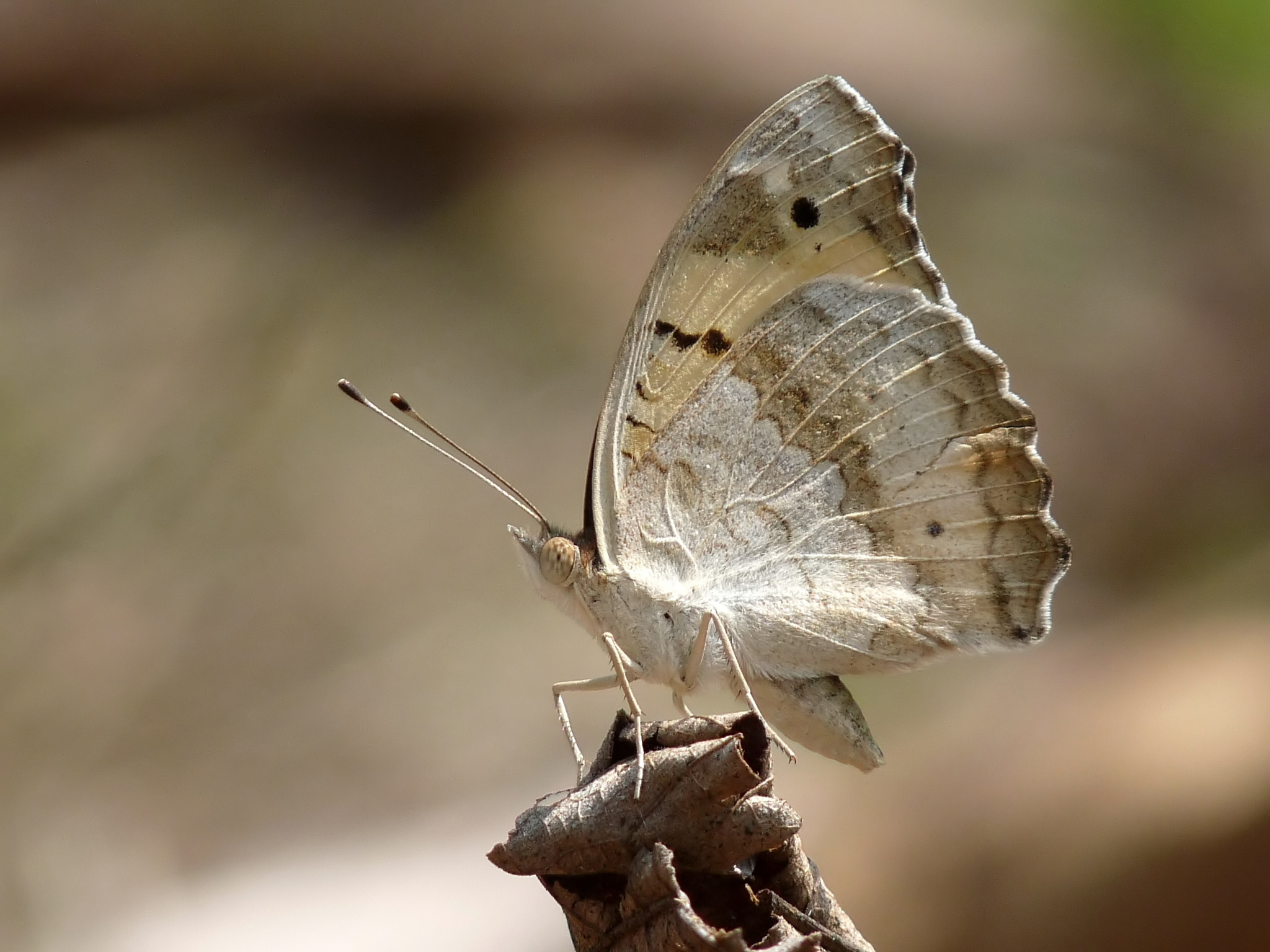
Spodní strana křídel
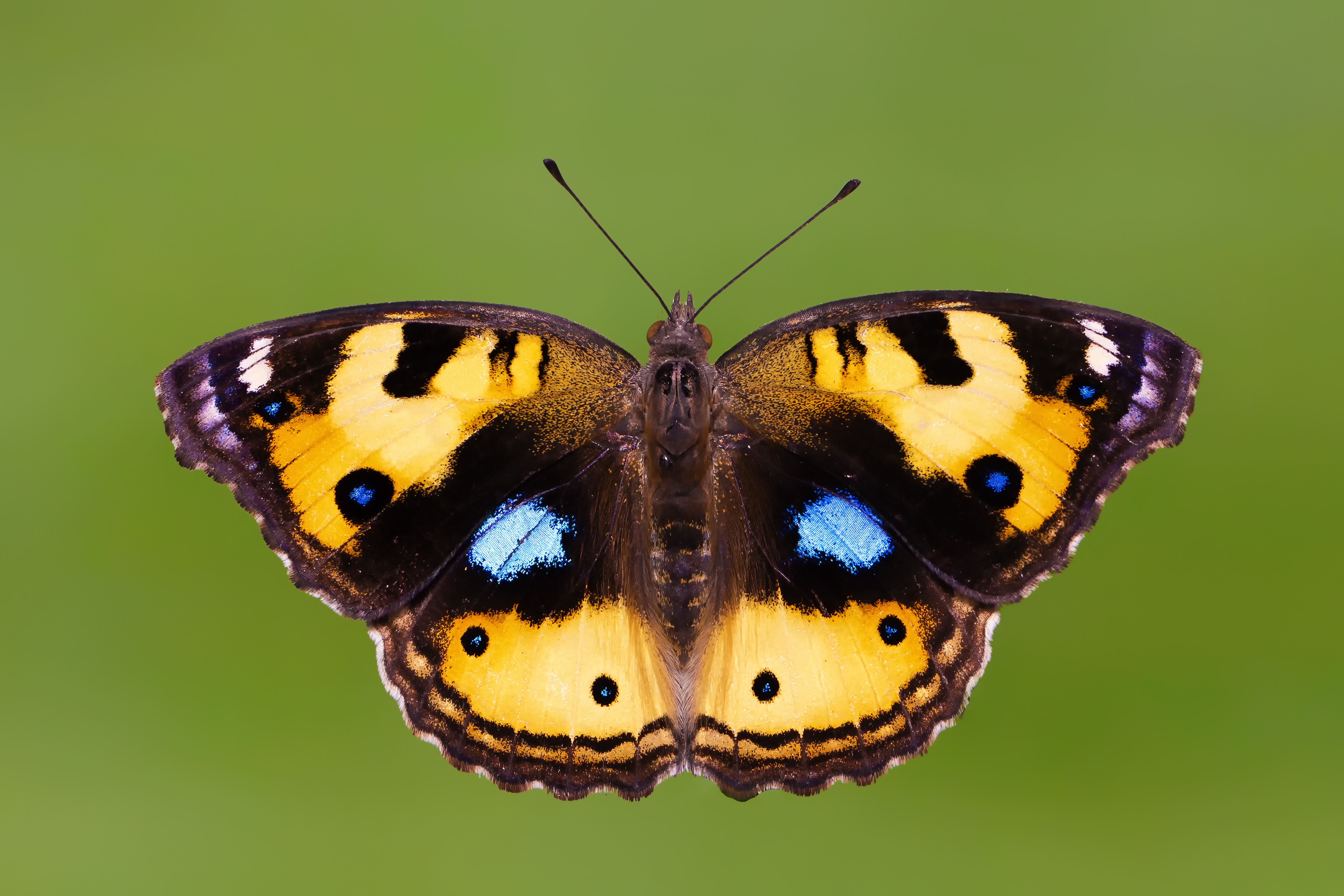
Rozevřená křídla s modrými skvrnami

Larva je tmavě hnědě nebo šedě zbarvená se širokým hřbetním pruhem, který je tvořen drobnými bílými a modrými skvrnami, trny jsou černé.

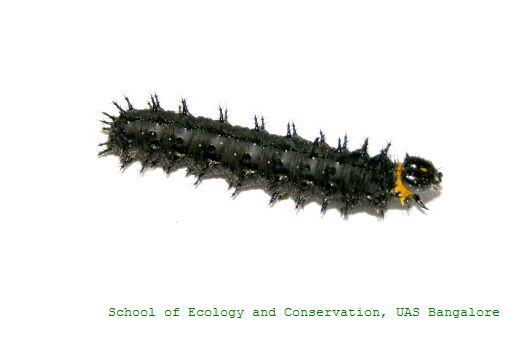
Housenka Junonia hierta

## Poddruhy
V současné době jsou uznávané 4 poddruhy, z nichž 1 je sporný:
- J. h. hierta - nominátní poddruh; jižní Jün-nan v Číně
- J. h. cebrene - sušší části Afriky a Arabského poloostrova
- J. h. paris - Madagaskar
- (J. h. magna? - Sikkim)